# Linda Jackson
Linda Jackson (Nepean, Ontario, 13 de novembre de 1958) va ser una ciclista quebequesa. Va guanyar diversos campionats nacionals tant en ruta com en contrarellotge. També aconseguí una medalla de bronze al Campionat del Món en Ruta.

## Palmarès
- 1994
  - Vencedora d'una etapa al Redlands Classic
- 1995
  -  Campiona del Canadà en ruta
  - 1a al Mount Evans Hill Climb
- 1996
  -  Campiona del Canadà en contrarellotge
  - 1a al Tour de Toona i vencedora d'una etapa
  - Vencedora d'una etapa al Tour de l'Aude
- 1997
  -  Campiona del Canadà en ruta
  -  Campiona del Canadà en contrarellotge
  - 1a al Tour de l'Aude i vencedora de 2 etapes
  - Vencedora d'una etapa al Redlands Classic
- 1998
  -  Campiona del Canadà en ruta
  -  Campiona del Canadà en contrarellotge
  - 1a al Women's Challenge i vencedora de 2 etapes
  - Vencedora d'una etapa al Giro d'Itàlia
  - Vencedora d'una etapa al Tour de Toona
- 1999
  - Vencedora d'una etapa a la Women's Challenge